# Песня мошенника
«Песня мошенника» (англ. The Rogue Song) —  американский романтический мюзикл режиссёра Лайонела Барримора, снятый в 1930 году.

## Сюжет
История происходит в Российской империи в 1910 году. Егор (Лоуренс Тиббетт), главарь бандитов, встречает принцессу Веру (Кэтрин Дейл Оуэн) в горной гостинице. Они влюбляются, но отношения разрушаются, когда Егор убивает брата Веры, князя Сержа, за изнасилование его сестры Нади и доведение её до самоубийства. Веру похищают, но ей удается перехитрить Егора, который вскоре попадает в плен к солдатам. Вера просит у Егора прощения: хотя молодые люди все ещё любят друг друга, они понимают, что не могут быть вместе.

## В ролях
- Лоуренс Тиббетт — Егор
- Кэтрин Дэйл Оуэн — принцесса Вера
- Нэнс О’Нил — принцесса Александра
- Джудит Восселли — Татьяна
- Уллрич Хаупт — Серж
- Эльза Алсен — мать Егора
- Флоренс Лэйк — Надя
- Лайонелл Бельмор — Осман
- Уоллес МакДональд — Хасан
- Кейт Прайс — Петровна
- Кьюпи Морган — Фролов
- Стэн Лорел — Али-Бек
- Оливер Харди — Мурза-Бек

## Факты
- Первый полностью цветной и озвученный фильм, выпущенный MGM, также ставший дебютным для оперного певца Лоуренса Тиббетта и единственным полнометражным цветным фильмом для комического дуэта Лорела и Харди. Хотя их роли эпизодичны, многие кинотеатры использовали их имена для рекламных плакатов (Тиббетт на тот момент был почти неизвестен широкой публике)[1].
- Фильм был полностью утерян. Как и другие ранние картины, «Песня мошенника» была снята на 35-мм киноплёнку на основе легковоспламеняющейся нитроцеллюлозы. После ряда инцидентов, в том числе трагедии в кинотеатре[англ.] города Пейсли в 1929 году, когда из-за воспламенения плёнки погибло 69 детей, кинотеатрам было предписано уничтожать копии фильмов сразу после проката. Одна из последних копий, хранившихся на складе MGM Studios, также сгорела вместе с остальным архивом в пожаре 1965 года[англ.][2].
- В 1981 году в Кембридже был обнаружен 2,5-минутный фрагмент, вырезанный из финальной версии фильма. В 1990-е годы ещё ряд сцен без участия Лорела и Харди были обнаружены в штате Мэн (пятиминутная сцена балета с танцовщицей Альбертиной Раш[англ.]) и Чешском национальном архиве. Также был восстановлен трёхминутный трейлер картины[1].